# Sven Nilsson
Pour les articles homonymes, voir Nilsson et Sven.
Sven Nilsson est un naturaliste et un archéologue suédois, né le 8 mars 1787 à Landskrona et mort le 30 novembre 1883 à Lund.
Il ne doit pas être confondu avec le mycologue Sven Nilsson.

## Biographie
Sven Nilsson dirige le Muséum de zoologie de Stockholm en 1819. Il est l’auteur Ornithologica suecica (deux volumes, 1817-1822) et Historia molluscorum Sueciae (1822). Il étudie les vertébrés et les oiseaux de Suède ainsi que les crustacés fossiles.

## Liste partielle des publications
- Ornithologia suecica (1817-1821)
- Prodromus ichthyologiae scandinavicae (1832)
- Observationes ichthyologicae (1835)
- Skandinavisk fauna (1820-1853)
- Historia molluscorum Sueciae (1823)
- Petrificata suecana (1827)
- Illuminerade figurer till skandinavisk fauna (1832-1840)
- Prodromus ichthyologiae (1832)
- Skandinaviska Nordens urinvånare (1862-1866)
- Die Ureinwohner des skandinavischen Nordens (1863-1868)